# Victoria Ayelén Bedini
Victoria Ayelén Bedini (Buenos Aires, Argentina; 10 de agosto de 1990) es una futbolista argentina. Juega de mediocampista en Lanús de la Primera División Femenina de Argentina.

## Trayectoria
Desde el año 2010 hasta 2014 formó parte del millonario.
En 2014 formó parte del plantel de Huracán.
De 2015 a 2019 defendió los colores de UAI Urquiza, consagrándose campeona en los torneos 2016 y 2017-18 y disputando 3 veces la Copa Libertadores con el Furgonero.
En 2019 disputa el torneo de Primera División con Excursionistas, siendo pieza clave de su permanencia en primera anotando los dos goles de su equipo sobre Atlanta en la victoria 2-0.
Llega a La Academia a mitad de 2019, fue una de las 14 futbolistas profesionales del club. A mitad del año 2020 se anuncia su desvinculación del club de Avellaneda.
En julio de 2020 se confirma su llegada al Pincha para reforzar el plantel de cara a la nueva temporada.
A finales de 2022, la experimentada mediocampista se confirma como refuerzo del Granate.

## Estadísticas

### Clubes
| Club           | Año             | Liga               | País      |
| -------------- | --------------- | ------------------ | --------- |
| River Plate    | 2010 - 2014     | Primera División A | Argentina |
| Huracán        | 2014            | Primera División A | Argentina |
| UAI Urquiza    | 2015 - 2018     | Primera División A | Argentina |
| Excursionistas | 2019            | Primera División A | Argentina |
| Racing Club    | 2019 - 2020     | Primera División A | Argentina |
| Estudiantes LP | 2020 - 2022     | Primera División A | Argentina |
| Lanús          | 2022 - presente | Primera División A | Argentina |

## Selección nacional
Fue parte del seleccionado Sub-20 en la Copa Mundial 2008.

## Vida personal
Sus referentes son Soledad Jaimes del fútbol local y Carli Lloyd del fútbol internacional.